# Emir Berke Zincidi

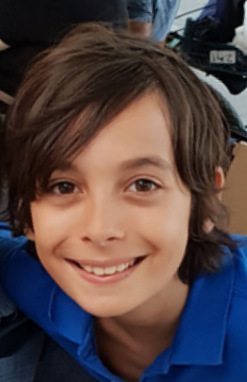
Emir Berke Zincidi

Emir Berke Zincidi (* 4. Oktober 2005 in Ankara) ist ein türkischer Schauspieler.

## Leben und Karriere
Zincidi wurde am 4. Oktober 2005 in Ankara geboren. Sein Debüt gab er 2009 als Kinderdarsteller in  Bu Kalp Seni Unutur mu?. Zwischen 2010 und 2012 trat er in Öyle Bir Geçer Zaman ki auf. 2013 bekam er in dem Film Hititya: Madalyonun Sırrı die Hauptrolle.  Von 2014 bis 2015 war er in der Serie Küçük Ağa zu sehen. Seine nächste Hauptrolle bekam Zincidi 2005 in der Fernsehserie Bir Deniz Hikayesi. Anschließend wurde er 2018 für die Serie İkizler Memo-Can gecastet.

## Filmografie
Filme
- 2013: Hititya: Madalyonun Sırrı

Serien
- 2009: Bu Kalp Seni Unutur mu?
- 2010–2012: Öyle Bir Geçer Zaman ki
- 2014–2015: Küçük Ağa
- 2015: Bir Deniz Hikayesi
- 2018: Arka Sokaklar
- 2018–2019: İkizler Memo-Can